# Phalerodes cauta
Phalerodes cauta är en fjärilsart som beskrevs av George Francis Hampson 1902. Phalerodes cauta ingår i släktet Phalerodes och familjen nattflyn. Inga underarter finns listade i Catalogue of Life.